# Noordwijk
Noordwijk (population: 24,707 in May 2006), là một ngôi làng and municipality in the phía tây Hà Lan, trong tỉnh Zuid-Holland. Đô thị này có diện tích 51.53 km² (trong đó 16.12 km² water).
Đô thị Noordwijk bao gồm the các cộng đồng Noordwijk aan Zee và Noordwijk-Binnen, tách nhau qua một hành lang xanh hẹp.
Ở đây có bãi biển và các cánh đồng hoa.
Noordwijk là nơi đóng trụ sở Trung tâm công nghệ và nghiên cứu không gian châu Âu (ESTEC), thuộc Cơ quan không gian châu Âu (ESA).